# Nessa (Duitsland)
Druxberge is een plaats en voormalige gemeente in de Duitse deelstaat Saksen-Anhalt en maakt deel uit van de gemeente Teuchern in de Landkreis Burgenlandkreis.
Druxberge telt 931 inwoners.